# Семёновский сельский совет (Липоводолинский район)
Семёновский сельский совет (укр. Семенівська сільська рада) — входит в состав
Липоводолинского района
Сумской области
Украины.
Административный центр сельского совета находится в 
с. Семёновка
.

## Населённые пункты совета
- с. Семёновка
- с. Новосеменовка